# SDI брокер
SDI брокер е българска компания, предлагаща застрахователни услуги. Тя е най-големият застрахователен брокер в България, извършвайки дейност онлайн и в над 200 офиса в 39 града в България.

## История
SDI е първият застрахователен брокер, създал верига от офиси за застрахователни и финансови услуги на територията на Република България. Компанията е основана в началото на 2004 г.
От 2004 до 2006 г., дружеството работи като застрахователен агент на няколко застрахователни компании. През месец юли 2006 г., във връзка с изменение на законодателството, свързано със застрахователната дейност, дружеството се регистрира като застрахователен брокер.
През 2007 г. дружеството създава първия в България онлайн застрахователен калкулатор за сравнение на цени и е първият брокер, който започва да продава застраховки онлайн.

## Награди и отличия
От 2012 г. SDI е застрахователен брокер №1 по данни на Комисията за финансов надзор, като обслужва годишно над 650 000 клиента. Компанията е печелила четири пъти първото място в конкурса "Застрахователен брокер на годината”. 
От 2014 г. SDI е обявявана девет поредни пъти за любима марка на българите в единствената по рода си потребителска класация „Любимите марки” в категорията "Застрахователни брокери". 
От 2019 г. компанията е отличавана в същия конкурс с призово място и в категориите "Иновативни марки", "Любим работодател", "Финансова институция" и "Българска марка".

## Корпоративна социална отговорност – SDIndex
През 2018 г. SDI организира изследване за вижданията на шофьорите за собствените им реакции, умения и поведение на пътя – SDIndex (Safe Drive Index) или Индекс за безопасно шофиране.
То обхваща водачите на леки и лекотоварни автомобили в Република България на възраст между 18 и 75 г. За целите на изследването са анкетирани 1000 водачи в 72 населени места в България, с годишен пробег от над 2000 km.
Партньори на SDI по този проект са МВР, Министерство на транспорта, информационните технологии и съобщенията, Министерство на образованието, Дружеството на психолозите в България.
SDIndex се базира на изследователския инструмент DBQ (Driving Behavior Questionnaire), разработен през 90-те години от екип психолози в Манчестърския университет под ръководството на изследовател на грешките в човешкото поведение проф. Джеймс Ризън, който се прилага и до днес в редица държави за оценка на причините за възникване на пътнотранспортни произшествия.
Целта е да се провокира широк обществен дебат за превенция на основните типове рисково поведение зад волана, както и да се създаде застъпническа мрежа от заинтересовани страни – държавни институции, общини, браншови организации, НПО и др.